# Teoría del impacto del movimiento social.
Teoría del impacto del movimiento social (también conocido como teoría del resultado) es una subcategoría de la teoría del movimiento social, y se enfoca en evaluar los impactos que los movimientos sociales tienen sobre la sociedad, así como los factores que pudieron haber haber dirigido a esos efectos.

## Historia
Teoría del impacto del movimiento social ha sido mucho menos estudiada que otras subcategorías de la teoría del movimiento social, mayoritariamente debido a asuntos metodológicos. Esta teoría es relativamente nueva y fue introducida en 1975 con el libro de William Gamson "La Estrategia de Protesta Social", seguido por la obra de Piven y Cloward "Los movimientos de las personas Pobres".  En su innovador estudio, Gamson estudió 53 organizaciones de movimiento social entre los años 1800 y 1945 y recolectó información sobre el éxito de ellas. Entre los hallazgos más importantes de Gamson, se encuentra que aquellas organizaciones que intentaron desplazar a una persona del poder casi nunca obtuvieron éxito; aquel movimiento de violencia es un síntoma  de éxito (no una causa de él); implica el hecho de que las organizaciones burocráticas sean más propensas a ser exitosas, y que tiendan a ser incorporadas por las élites; además de que las organizaciones que emergen en tiempos de calma política son más exitosas durante tiempos de turbulencia. Estos hallazgos representan uno de los debates más importantes en la teoría del impacto.
Dos años más tarde, Piven y Cloward publicaron el polémico libro "Los Movimientos de las Personas Pobres", el cual argumenta que las estructuras de poder están amenazadas por personas desorganizadas y disruptivas. Esto provocó una importante reacción entre los Teóricos del Movimiento Social y desacreditó la idea de que la organización en los movimientos sociales ha sido nociva. También argumentan que organizaciones de movimiento social serán más exitosas cuándo  haya un división entre las élites y cuando algunas de ellas estén forzadas a estar del lado pobre. Esto fue recibido más favorablemente y fue una idea fundamental en el modelo de mediación política.
La publicación de estos dos libros generó el debate entre académicos y muchos de ellos comenzaron a centrar su estudio en impactos más específicos.

## Metodología
Encontrando métodos apropiados para utilizar para estudiar los impactos de movimientos sociales es problemáticos en muchas maneras, y es generalmente un grande deterrent a becarios para estudiar en el campo. Los primeros becarios de problema corrieron a definía "éxito" para movimientos sociales. Los becarios y los activistas a menudo tienen desacuerdos de los objetivos de qué un movimiento son, y así venidos a conclusiones diferentes aproximadamente si un movimiento ha "tenido éxito." Muchas veces  hay impactos positivos, pero no son qué estuvo anticipado por cualquiera. Por esta razón los becarios han tendido para utilizar el Criterio de Bienes Colectivo (ve abajo) después de Gamson originalmente publicó su trabajo y garnered crítica.
Otros problemas surgen cuando se intenta localizar el impacto de un movimiento en todos los  escenarios. Los impactos son estudiados más a menudo en el nivel político y, aun así,  ha sido probado que también  tienen efectos individuales, culturales, institucionales e internacionales.  Finalmente, y más importante aún,  es el asunto de la causalidad. Es muy difícil probar que un movimiento social causó un cierto resultado, en vez de otros fenómenos sociales; los académicos han utilizado este argumento para desacreditar los estudios de los impactos del movimiento.